# Каніскьо
Каніскьо (італ. Canischio, п'єм. Canis-cio) — муніципалітет в Італії, у регіоні П'ємонт,  метрополійне місто Турин.
Каніскьо розташоване на відстані близько 560 км на північний захід від Рима, 35 км на північ від Турина.
Населення — 282 особи (2014).
Щорічний фестиваль відбувається 10 серпня. Покровитель — Святий Лаврентій.

## Демографія
Населення за роками:

Станом на 1 січня 2023 року в муніципалітеті офіційно проживало 7 іноземців з 2 країн, серед них 7 громадян країн Євросоюзу.

## Сусідні муніципалітети
- Альпетте
- Куорньє
- Праскорсано
- Пратільйоне
- Сан-Коломбано-Бельмонте
- Спароне